# 华北忍冬
华北忍冬（学名：Lonicera tatarinowii），別名爲藏花忍冬（拉汉种子植物名称），为忍冬科忍冬属的植物。分布在中国大陆的辽宁、山东、河北等地，生长于海拔400米至1,750米的地区，一般生长在山坡杂木和灌丛中，目前尚未由人工引种栽培。